# Fófi Gennimatá
Fófi Gennimatá (en grec : Φώφη Γεννηματά, prononcé /ˈfɔfi ʝɛnimaˈta/), née Fotiní Georgíou Gennimatá (Φωτεινή Γεωργίου Γενηματά) le 17 novembre 1964 à Athènes et morte le 25 octobre 2021 dans la même ville, est une femme politique grecque membre et présidente du Mouvement socialiste panhellénique (PASOK).

## Biographie

### Origines
Fotiní Georgíou Gennimatá, dite Fófi Gennimatá, naît le 17 novembre 1964 à Athènes, dans le quartier d'Ambelókipi,. Elle est la fille de Geórgios Gennimatás, premier héritier désigné d'Andréas Papandréou.

### De nombreux mandats et fonctions
Élue députée de la première circonscription d'Athènes au Parlement lors des élections législatives du 9 avril 2000, elle démissionne le 31 décembre 2002 pour devenir préfète de la région Athènes-Le Pirée. Elle démissionne de ses fonctions afin de postuler aux élections législatives anticipées du 16 septembre 2007, mais sa candidature est invalidée par la justice.
Après le scrutin anticipée de 2009, elle devient vice-ministre de la Santé et de la Solidarité sociale du gouvernement de Giórgos Papandréou, sous l'autorité de Marilíza Xenogiannakopoúlou. À partir du 7 septembre 2010, elle est vice-ministre de l'Éducation, adjointe d'Ánna Diamantopoúlou.
Elle est désignée vice-ministre de l'Intérieur auprès de l'indépendant Anastasios Giannitsis le 11 novembre 2011, deux jours après la formation du gouvernement de grande coalition de Loukás Papadímos. Elle démissionne en mars 2012, deux mois avant les législatives anticipées, pour prendre le poste de porte-parole du PASOK.
Elle est alors élue députée sur la liste nationale, mais échoue à conserver son mandat lors de la répétition des élections le 17 juin 2012. Quand le conservateur Antónis Samarás intègre le Mouvement socialiste à sa majorité en juin 2013, elle est choisie pour exercer les fonctions de vice-ministre de la Défense nationale, sous l'autorité de Dimítris Avramópoulos.

### Présidente du PASOK
Aux élections anticipées du 25 janvier 2015, elle fait son retour au Parlement comme députée de la deuxième circonscription d'Athènes.
Élue cinq mois plus tard présidente du Mouvement socialiste panhellénique, où elle succède à Evángelos Venizélos, elle contribue à mettre sur pied la Coalition démocratique (DISY) unissant le PASOK et la Gauche démocrate (DIMAR) dans la perspective du scrutin anticipée du 20 septembre 2015. Avec 6,3 % des voix et 17 députés sur 300, la DISY réalise un score en légère hausse par rapport aux résultats précédents du PASOK et de la DIMAR.
Elle indique en juillet 2017 son intention de fonder un nouveau parti unique du centre gauche grec, une initiative à laquelle se joint notamment le parti La Rivière. Des primaires sont organisées pour choisir le futur chef du parti le 12 novembre 2017. Gennimatá remporte 86 330 voix, soit 41,2 % des suffrages, devant le député européen du PASOK Níkos Androulákis. Au second tour une semaine plus tard, elle s'impose avec 56,8 % et 87 320 bulletins en sa faveur. Elle lance le 28 novembre le Mouvement pour le changement (KINAL), officiellement fondé en mai 2018.

### Mort
Le 11 octobre 2021, Fófi Gennimatá est hospitalisée en urgence à Athènes et démissionne immédiatement de la présidence de KINAL, alors que le parti est en période électorale interne. Elle annonce une résurgence foudroyante d’un cancer dont elle avait été précédemment atteinte. Elle meurt le 25 octobre 2021 des suites de ce cancer.